# Perevolocina, Busk
Perevolocina (în ucraineană Переволочна) este o comună în raionul Busk, regiunea Liov, Ucraina, formată numai din satul de reședință.

## Demografie
Componența lingvistică a comunei Perevolocina
     Ucraineană (99,81%)
     Alte limbi (0,19%)
Conform recensământului din 2001, majoritatea populației comunei Perevolocina era vorbitoare de ucraineană (99,81%), existând în minoritate și vorbitori de alte limbi.